# Barja de Lor
Barja de Lor (en gallego: Santa Mariña de Barxa de Lor) es una parroquia y una aldea despoblada española del municipio de Puebla del Brollón, en la provincia de Lugo, Galicia.

## Geografía
Se encuentra al sureste del municipio y limita con las parroquias de Salcedo al norte y Brence al oeste. También limita con las parroquias de Vilar de Lor al este y Quintá de Lor al sureste y sur, ambas pertenecientes al municipio de Quiroga. Se encuentra junto al río Lor, que le da nombre.
| Noroeste: Abrence | Norte: Salcedo               | Noreste: Salcedo                 |
| Oeste: Abrence    |                              | Este: Vilar de Lor (Quiroga)     |
| Suroeste: Abrence | Sur: Quintá de Lor (Quiroga) | Sureste: Quintá de Lor (Quiroga) |

## Organización territorial
La parroquia está formada por ocho entidades de población, constando cuatro de ellas en el nomenclátor del Instituto Nacional de Estadística español:

### Entidades de población
Entidades de población que forman parte de la parroquia:
- A Carballeira
- A Marquesa
- Labrada (A Labrada)
- Lama (A Lama)
- O Castro
- Peago

### Despoblados
Despoblados que forman parte de la parroquia:
- Barja de Lor
- Ponte

## Demografía
Tenía una población de 31 habitantes en 2022, 13 hombres y 18 mujeres, agrupados de la siguiente manera: 
- Labrada (23 hab.). Incluye los lugares de A Carballeira, Labrada, A Marquesa y Peago.
- Lama (8 hab.). Incluye los lugares de O Castro y Lama.
- Barja de Lor (0 hab.)
- Ponte (0 hab.)

### Parroquia
| Gráfica de evolución demográfica de Barxa de Lor (parroquia) entre 2000 y 2022 |
|                                                                                |
| Datos según el nomenclátor publicado por el INE.                               |

### Despoblado
| Gráfica de evolución demográfica de Barxa de Lor (despoblado) entre 2000 y 2022 |
|                                                                                 |
| Datos según el nomenclátor publicado por el INE.                                |

## Lugares de interés
- Iglesia de Santa Mariña.
- Puente de Barja, que la tradición quiere de origen romano aunque el actual es del siglo XVI. Por él pasa el Camino de Santiago de Invierno.
- Casa da Marquesa.

## Festividades
Las fiestas más importantes son las del Carmen, en Labrada, en el mes de julio.